# Воробьёво (Калужская область)
Воробьёво — деревня, входит в Сельское поселение «Деревня Воробьёво» Малоярославецкого района Калужской области России, является административным центром сельского поселения. Состоит из северной части — села Санаторий Воробьёво (622 жителя) и южной — деревни Воробьёво (546 жителей).

## География
Деревня расположена на берегу реки Суходрев в центре Малоярославецкого района.
По направлению на северо-восток: 17 км до районного центра — г. Малоярославец, 34 км до Обнинска, 159 км до Москвы; по направлению на юг: 44 км до Калуги.
Ближайшие населённые пункты: Алешково (Санаторий «Воробьёво») — 2 км, Березовка (5 км), Выглово (5 км), Головтеево (5 км), Голухино (5 км), Гончаровка (2 км), Ивановка (5 км), Караськово (4 км), Кашурино (5 км).
На расстоянии 3 км от деревни проходит трасса М3 «Москва-Киев».
В 2 км от деревни расположена платформа «140-й км» главного хода Москва-Калуга Киевского направления Московской железной дороги.

## История
На рубеже XVIII—XIX вв. здесь были основаны усадьбы помещика В. П. Бахтеярова и прапорщика Н. И. Тювикова, принадлежавшие их наследникам до 1871 г., далее обеими усадьбами владел подпоручик В. П. Дурново и его семья. Ныне усадьбы утрачены.
В 1897 г. часть земель рядом с селом Воробьёво приобрёл подающий надежды петербургский хирург Сергей Петрович Федоров. Здесь он начал строительство усадьбы, амбулаторий для крестьян и церковно-приходской школы, которые были завершены к 1904 году. С 1945 года и по сей день на территории бывшей усадьбы располагается санаторий «Воробьёво».
В годы Великой Отечественной войны в санатории «Воробьёво» располагался эвакогоспиталь № 4043 Западного фронта. За два месяца, с августа по октябрь 1941 г., было пролечено 1023 пораженных в боях и больных. Проведено 105 операций, эвакуировано в тыловые районы 703 человека, возвращено в воинские части 289 человек.

## Население
| 2002 | 2010 |
| ---- | ---- |
| 515  | ↗532 |